# Напольне Тугаєво
Напо́льне Тука́єво (рос. Напольное Тукаево, чув. Кайри Тукай) — присілок у складі Вурнарського району Чувашії, Росія. Входить до складу Янгорчинського сільського поселення.
Населення — 231 особа (2010; 307 у 2002).
Національний склад:
- чуваші — 98 %